# Jolanthe
Jolanthe ist ein weiblicher Vorname.

## Herkunft und Bedeutung
Der Name Jolanthe geht auf den Namen Jolanta zurück, für den drei mögliche Herleitungen existieren.
- eingedeutschte Schreibweise von Iolanthe:[2] altgriechisch ἴον íon „lila, violett“ und ἄνθος ánthos „Blume, Blüte“[3]
- über die altfranzösische Namensform Yolande als Variante von Violante: lateinisch viola „lila, violett“[4][5]
- Variante von Iolente[2], einer altfranzösischen Form von Odelinde:[6] odal „Besitz“, „Wohlstand“, „Erbe“ und lind „weich“, „sanft“, „mild“, „schwach“[7]

## Verbreitung

### Jolanthe
Der Name Jolanthe ist heutzutage lediglich im deutschen Sprachraum in Gebrauch, dort jedoch äußerst selten. Durch das Lustspiel Krach um Jolanthe von August Hinrichs (1930), in dem ein Schwein diesen Namen trägt, geriet der Vorname in Deutschland außer Mode und schließlich in Vergessenheit. Zwischen 2006 und 2018 wurde der Name Jolanthe bzw. Jolante in Deutschland nur gut 30 Mal vergeben.

### Jolanta
In der Variante Jolanta ist der Name vor allem in Polen verbreitet. Auch in Lettland, wo er vor allem in den 1970er Jahren beliebt war, und Litauen ist er geläufig, während er in Bulgarien etwas seltener vorkommt. Auch in Österreich wird dieser Name gelegentlich vergeben.

### Jolanda
Jolanda ist in den Niederlanden als Vorname weit verbreitet. Auch in Slowenien, Albanien und der Schweiz ist er geläufig. In Italien wird diese Variante gelegentlich vergeben.
In Deutschland ist Jolanda derzeit die beliebteste Namensvariante, wird jedoch auch nur selten vergeben.

### Jolana
Die Variante Jolana ist in der Slowakei weit verbreitet. Auch in Tschechien ist der Vorname etabliert und diente als Namensgeber für die Gitarrenmarke Jolana. Besonders häufig wurde er Mitte der 1960er bis Mitte der 1970er Jahre und in der zweiten Hälfte der 2000er Jahre vergeben.

### Iolanda
In Italien ist Iolanda ein sehr geläufiger Vorname. Auch in Rumänien kommt er relativ häufig vor. In Brasilien war der Name vor allem in den 1940er und 1950er Jahren verbreitet.

### Yolanda
Die Namensvariante Yolanda ist insbesondere in Spanien weit verbreitet. Dort erfreute er sich vor allem in den 1960er und 1970er Jahren großer Popularität und gehörte zu den beliebtesten Mädchennamen. Auch in den Niederlanden, den USA und der Schweiz ist der Name relativ geläufig.

## Varianten
- Englisch: Yolanda, Yolonda
- Französisch: Yolande
- Italienisch: Iolanda, Jolanda
  - Latein: Violante
- Kroatisch: Jolanda
- Lettisch: Jolanta
- Litauisch: Jolanta
- Niederländisch: Jolanda
- Polnisch: Jolanta
  - Diminutiv: Jola
- Portugiesisch: Iolanda, Yolanda
  - Diminutiv: Iolete
- Rumänisch: Iolanda
- Russisch: Иоланта Iolanta
- Slowakisch: Jolana
- Slowenisch: Jolanda
  - Diminutiv: Jolanka
- Spanisch: Yolanda
  - Katalanisch: Iolanda
- Tschechisch: Jolana
  - Diminutiv: Jolanka
- Ukrainisch: Іоланта Iolanta
- Ungarisch: Jolánka
  - Diminutiv: Jolán

## Namenstage
- 11. Juni: nach Jolenta von Polen, der Tochter von König Béla IV.
- 17. Dezember: nach Jolanda von Vianden

## Bekannte Namensträgerinnen

### Vorname

#### Historische Namensträgerinnen
- Jolante von Flandern († 1219), regierte das Lateinische Kaiserreich von Konstantinopel für ihren Ehemann Peter von Courtenay von 1217 bis 1219
- Jolante von Courtenay (1200–1233), Königin von Ungarn
- Jolante (1212–1228), nicht zeitgenössisch belegter Zweitname von Isabella II.
- Yolanda von Ungarn (1219–1251)
- Jolanthe (Nevers) (1222–1254), Gräfin von Nevers, Auxerre und Tonnerre
- Yolanda von Vianden (1231–1283), Priorin des Klosters Marienthal
- Violante von Aragón (1236–1301), Königin von Kastilien und deutsche Königin
- Jolanthe (Burgund) (1247–1280), Gräfin von Nevers von 1262 bis 1280, sowie Gräfin von Auxerre und Tonnerre
- Jolanda I. von Lusignan (1257–1314), Herrin von Fougères, Herrin von Lusignan, Couhé und Peyrat, sowie Gräfin von La Marche und Angoulême
- Yolande von Montferrat (1273/74–1317), unter dem Namen Irene Kaiserin des byzantinischen Reichs
- Yolande de Dreux († nach 1324), französische Adlige, Ehefrau des schottischen Königs Alexander III.
- Violante von Bar (1365–1431), als Gemahlin Johanns I. Königin von Aragón
- Jolanthe von Aragón (1384–1442), Königin von Bar-Mousson, Lunel, Berre und Martigues
- Jolande (Lothringen) (1428–1483), Herzogin von Lothringen und Titularkönigin von Jerusalem
- Jolande von Frankreich (1434–1478), Tochter von König Karl VII. von Frankreich und Maria von Anjou, Ehefrau von Herzog Amadeus IX.von Savoyen
- Violante do Céu (1601–1693), portugiesische Nonne und Lyrikerin
- Violante Beatrix von Bayern (1673–1731), Tochter von Ferdinand Maria von Bayern und Henriette Adelheid
- Yolande Martine Gabrielle de Polastron, duchesse de Polignac (1749–1793)

#### Variante Jolanthe/Yolanthe
- Jolanthe von Brandenstein (1925–2019), Pseudonym Leonie Ossowski, deutsche Schriftstellerin
- Jolanthe Marès (1868–1934), deutsche Schriftstellerin
- Yolanthe Sneijder-Cabau (* 1985), spanisch-niederländische Schauspielerin

#### Variante Jolanta/Jolantha
- Jolanta Brach-Czaina († 2021), polnische Philosophin und Professorin
- Jolanta Fedak (1960–2020), polnische Politikerin
- Jolanta Januchta (* 1955), polnische Mittelstreckenläuferin
- Jolanta Ogar (* 1982), polnischstämmige Seglerin, die seit 2013 für Österreich antritt
- Jolanta Petkevičienė (* 1967), litauische Juristin
- Jolanta Pytel (* 1952), polnische Lyrikerin
- Jolantha Seyfried (* 1964), österreichische Balletttänzerin und Hochschullehrerin
- Jolanta Siwińska (* 1991), polnische Fußballspielerin
- Jolanta Wagner (* 1950), polnische Künstlerin und Hochschullehrerin

#### Variante Jolanda
- Jolanda Annen (* 1992), Schweizer Triathletin
- Jolanda Benvenuti (1908–1981), italienische Filmeditorin
- Jolanda Bombis-Robben (* 1984), niederländische Handballspielerin
- Jolanda Čeplak (* 1976), slowenische Leichtathletin
- Jolanda de Rover (* 1963), niederländische Schwimmerin
- Jolanda Egger (* 1960), schweizerische Schauspielerin
- Jolanda Keizer (* 1985), niederländische Leichtathletin
- Jolanda Neff (* 1993), Schweizer Radrennfahrerin
- Jolanda Offenbeck (1930–2000), österreichische Politikerin (SPÖ)
- Jolanda Spiess-Hegglin (* 1980), Schweizer Politikerin, 2014–2016 Kantonsrätin des Kantons Zug
- Jolanda Spirig (* 1953), Schweizer Autorin
- Jolanda Steiner (* 1961), Schweizer Autorin und Märchenerzählerin

#### Variante Iolanda
- Iolanda (Sängerin) (* 1994), portugiesische Sängerin und Songwriterin
- Iolanda Balaș (1936–2016), rumänische Leichtathletin
- Iolanda Cintura (* 1972), mosambikanische Chemikerin und Politikerin (FRELIMO)
- Iolanda Jewgenjewna Tschen (* 1961), russische Leichtathletin

#### Variante Yolanda
- Yolanda Adams (* 1961), US-amerikanische Gospelsängerin
- YolanDa Brown (* 1982), britische Jazzmusikerin (Sopran-, Alt- und Tenorsaxophon, auch Gesang und Komposition)
- Yolanda Castaño (* 1977), galicische Autorin, Malerin und Literaturkritikerin
- Yolanda Díaz (* 1971), spanische Politikerin (Unidas Podemos)
- Yolanda Eminescu (1921–1998), rumänische Juristin
- Yolanda Feindura (* 1945), deutsche Malerin
- Yolanda Griffith (* 1970), US-amerikanische Basketballspielerin
- Yolanda Hadid (* 1964), niederländisches Model, Fernsehdarstellerin und Autorin
- Yolanda Kakabadse (* 1948), Umweltschützerin aus Ecuador
- Yolanda King (1955–2007), Tochter des US-Bürgerrechtlers Martin Luther King Jr.
- Yolanda Kondonassis (* 1963), US-amerikanische klassische Harfenistin und Musikpädagogin
- Yolanda Parga Rodríguez (* 1978), spanische Fußballschiedsrichterassistentin
- Yolanda Rayo (* 1968), kolumbianische Salsamusikerin und Schauspielerin
- Yolanda Toussieng (* 1949), US-amerikanische Maskenbildnerin

#### Variante Jolande/Yolande
- Yolande Bavan (* 1940), aus Sri Lanka stammende, US-amerikanische Jazzsängerin und Schauspielerin
- Yolande Beekman, (1911–1944), Agentin der britischen Spezialeinheit Special Operations Executive (SOE)
- Yolande Fox (1928–2016), US-amerikanische Sängerin, Fotomodell und Frauenrechtsaktivistin
- Yolande Gilot (* 1950), deutsch-belgische Schauspielerin.
- Jolande Jacobi (1890–1973), ungarische Psychologin, langjährige Mitarbeiterin von Carl Gustav Jung
- Jolande Lischke-Pfister (1932–2019), deutsche Künstlerin
- Yolande Moreau (* 1953), belgische Komödiantin, Schauspielerin, Regisseurin und Drehbuchautorin
- Jolande Sap (* 1963), niederländische Politikerin (GroenLinks)
- Yolande Zauberman, französische Regisseurin und Drehbuchautorin

#### Variante Yolandi
- Yolandi Stander (* 1998), südafrikanische Kugelstoßerin und Diskuswerferin
- Yolandi Visser (* 1984), südafrikanische Musikerin und Rapperin

#### Variante Violante
- Violante Placido (* 1976), italienische Schauspielerin und Sängerin

### Familienname
- Cinzio Violante (1921–2001), italienischer Historiker
- Luciano Violante (* 1941), italienischer Politiker und Richter

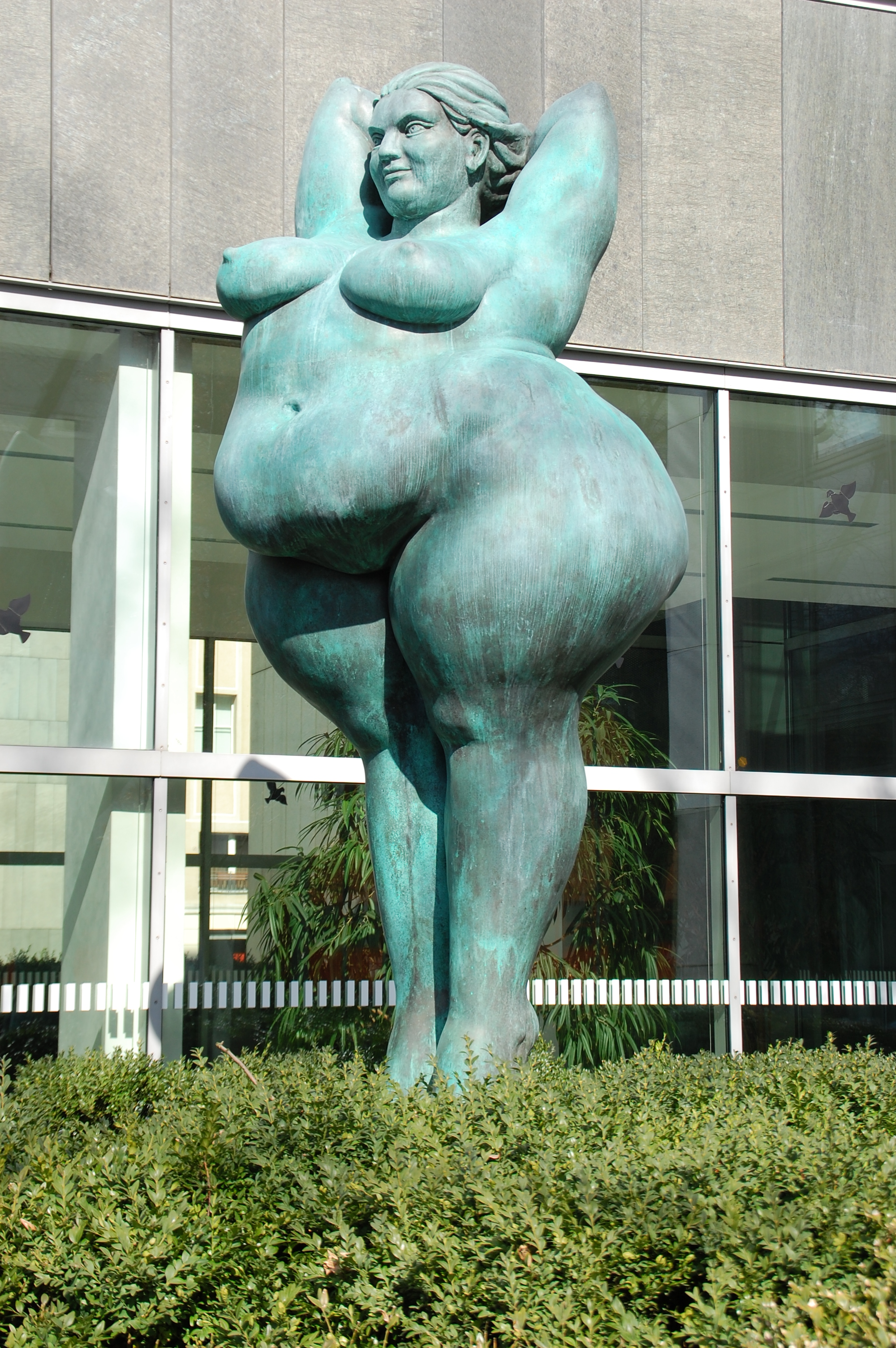
Yolanda (Miriam Lenk, 2003/7) vor der Investitionsbank zu Berlin

### Fiktive Figuren
- Jolanthe, fiktives Schwein im Lustspiel Krach um Jolanthe von August Hinrichs (1930; verfilmt 1934)
- Jolanthe, fiktives Schwein und Propagandafigur in der DDR, siehe Flora und Jolanthe

## Kunst und Literatur
- Iolanthe, Oper von Gilbert und Sullivan (1882)
- Jolanthe, Oper von Pjotr Tschaikowski (1892)
- Yolande, Oper von Albéric Magnard (1892)
- Yolanda Be Cool, australische Band
- Yolanda, Plastik von Miriam Lenk